# Каменишки говор
Каменишкият говор е български диалект, представител на преходната група югозападни говори. Говори се в котловината Каменица, Кюстендилско. Преходен говор между кюстендилския и северните македонски диалекти.

## Характерни особености
- Праславянското *tj застъпено и като к’, и като шт, и като ч: нòк’ви-нòштви-нòчви (нощви).
- Праславянското *dj застъпено и като г’ , и като жд, и като дж: вèг’и-вèжди-вèджи (вежди).
- Застъпник на стб. ѫ е гласната а – сàбота (събота), зап (зъб).
- Застъпник на стб. ъ са ъ и о, в редки случаи а: бъ̀чва (бъчва), зòлва (зълва), лажà (лъжа).
- Сонантен изговор на р в ър / ръ групата: гр̥̀не (гърне), ср̥п (сърп).
- Групата ъл / лъ се изговаря:
  - Предимно като лъ – слъ̀нце, слъ̀за. Но л-то може и да се изпусне – съ̀нце, съ̀за
  - Аке е след устнена съгласна, групата се предава само чрез гласната у – бỳгарин (българин), мучѝ (мълчи).
- Глаголите окончават дублетно и на -а и на -м в 1 л. ед. ч.: четèм—чèта (аз чета).
- Употребява се единично членуване, като за м. р. ед. ч. окончанието е само -о: човèко (човекът), ден’ò (денят), мажò (мъжът)
- Наличие на гломеративно падежно окончание -те и дативно -ти при личните имена от м. р., завършващи на -е и -о: Гошò дошèл, викнàл Гошòте, дàйте Гошòти (Гошо дошъл, викнал (го) Гошо, дайте на Гошо).